# 8 Eyes
8 Eyes (エイト・アイズ?, Eito Aizu) è un videogioco a piattaforme sviluppato da Thinking Rabbit e pubblicato su NES nel 1988.

## Trama
Il gioco si ambienta in un futuro post-apocalittico. L'umanità si sta riprendendo da centinaia di anni di caos e guerra nucleare, e la civiltà è in fase di ricostruzione dal Grande Re, che sfrutta la potenza di otto gioielli. I gioielli, conosciuti come "8 Occhi", si sono formati presso i centri di otto esplosioni nucleari che distrussero la Terra. Gli 8 occhi hanno misteriosi poteri che, nelle mani sbagliate, potrebbero portare alla fine del mondo. Otto duchi assetati di potere al servizio del Grande Re rubano i gioielli e bandiscono il re fino alle terre atomizzate, minacciando di far precipitare ancora una volta la Terra nel caos.
Orin il falconiere e il suo falco da combattimento Cutrus dovranno penetrare gli otto castelli dei duchi, ognuno in un diverso paese, e recuperare gli 8 Occhi. È necessario affrontare soldati, mutanti e il duca di ogni castello per recuperare i gioielli. Dopo che i gioielli sono stati recuperati, dovrà portarli all'Altare della Pace, in modo che il Grande Re possa tornare e finire la ricostruzione della Terra.

## Modalità di gioco
Il gioco si divide in nove livelli. I primi otto costituiscono i castelli dei duchi; alla fine di ogni castello dovrà affrontare il duca in questione, sconfitto il quale Orin otterrà una spada più potente. I primi sette castelli possono essere esplorati in qualsiasi ordine, ma i boss sono vulnerabili ad una sola spada; nonostante non sia obbligatorio (poiché si possono recuperare altre armi nel corso dei dungeon), completarli in uno specifico ordine rende le cose più facili; sparpagliati per il gioco sono nascosti indizi su quale esso sia. L'ottavo livello, la Casa della Pietà, può essere accesso solo dopo aver recuperato i sette gioielli nascosti nei primi sette castelli. Una volta recuperati tutti gli 8 Occhi, si avrà accesso al nono ed ultimo livello, l'Altare della Pace. Qui i gioielli vanno posizionati nei giusti piedistalli, oltre che in uno specifico ordine, altrimenti la partita sarà persa. Lungo tutto il gioco sono nascosti indizi su quale sia l'esatto ordine. Ogni livello ha dei temi musicali unici, nei primi sette ispirati alla musica dei luoghi in cui si trovano. La colonna sonora è ad opera di Kenzou Kumei.
8 Eyes è dotato di una modalità cooperativa, in cui il giocatore 1 controlla Orin e il giocatore 2 Cutrus. Nella modalità giocatore singolo si ha un controllo limitato e contemporaneo di entrambi i personaggi, rendendo il gioco molto più difficile.
Il design dei castelli, del protagonista e di alcuni nemici sono estremamente simili a quelli di Castlevania; altra caratteristica che i due giochi condividono è il globo che ogni boss rilascia una volta sconfitto, che deve essere raccolto per poter terminare il livello.

## Accoglienza
Il gioco ha ricevuto critiche negative. Something Awful scrisse nella sua recensione: «Cosa c'è di più divertente che essere continuamente attaccato da delle creature mentre tenti di mandare il tuo falco a sbattere la testa contro un muro di pietra in una furia suicida?». Downwards Compatible disse che il gioco si basava su delle belle idee, ma «sviluppate in modo poco brillante e su un sistema che non poteva supportarle».